# Wołodymyr Rybak
Wołodymyr Wasylowycz Rybak, ukr. Володимир Васильович Рибак (ur. 3 października 1946 w Doniecku) – ukraiński polityk i ekonomista, deputowany, wicepremier i minister, przewodniczący Rady Najwyższej Ukrainy od 2012 do 2014.

## Życiorys
Z wykształcenia ekonomista, absolwent planowania przemysłowego na Donieckim Uniwersytecie Państwowym (1973). W 1996 uzyskał stopień kandydata nauk, a w 2001 doktoryzował się z ekonomii w Narodowej Akademii Nauk Ukrainy. Początkowo pracował jako brygadzista i inżynier. Należał do partii komunistycznej, od 1976 był etatowym działaczem partyjnym w Doniecku. W latach 1993–2002 kierował administracją miejską w Doniecku.
W latach 1997–2001 był przewodniczącym Partii Regionalnego Odrodzenia Ukrainy, następnie został wiceprzewodniczącym Partii Regionów. W 1998 wybrany na deputowanego do Rady Najwyższej (mandat następnie uzyskiwał w 2002, 2006, 2007 i 2012). W sierpniu 2006 został wicepremierem i ministrem budownictwa w rządzie Wiktora Janukowycza. Następnie od marca do grudnia 2007 zajmował wyłącznie stanowisko wicepremiera.
13 grudnia 2012 wybrany na przewodniczącego ukraińskiego parlamentu VII kadencji. 22 lutego 2014 zastąpił go Ołeksandr Turczynow.